# Lodewijk VI van Frankrijk
Lodewijk VI, volledig: Lodewijk Theobald, de Dikke, (Parijs, 1 december 1081 – Château de la Douye te Béthisy-Saint-Pierre, 1 augustus 1137) was koning van Frankrijk van 29 juli 1108 tot 1137. Zijn bijnaam was letterlijk bedoeld, Lodewijk was dik en werd bij zijn leven al "de Dikke" genoemd. Lodewijk werd geboren in Parijs als zoon van Filips I van Frankrijk en Bertha van Holland (1055-1094).

## Jeugd
Lodewijk werd opgevoed in de abdij van Saint-Denis, samen met zijn latere raadsman Suger. In 1092 werd hij benoemd tot graaf van de Vexin en de steden Mantes-la-Ville en Pontoise. Dit plaatste hem in het front tegen Normandië/Engeland. Zijn vader verstootte zijn moeder om te kunnen trouwen met Bertrada van Montfort, wat leidde tot een politieke crisis in Frankrijk. De jonge Lodewijk bleef zo veel mogelijk weg van het hof. In 1097 nam hij deel aan de verdediging van de Vexin tegen Willem II van Engeland en in 1098 werd hij tot ridder geslagen.
Ondanks de pogingen van zijn stiefmoeder om haar zoons koning te laten worden, werd Lodewijk in 1100 door zijn vader als erfgenaam aangewezen. In dat jaar maakte hij een reis naar Londen. Een poging van Bertrada om hem daar gevangen te laten nemen mislukte. Op de terugweg werd een aanslag op Lodewijk door een geestelijke verijdeld. In 1101 werd Lodewijk benoemd tot graaf van Vermandois. Zijn vader was toen al zo verzwakt dat Lodewijk in feite al als koning regeerde. Hij werd in 1101 vergiftigd maar werd genezen door een joodse arts.
In 1104 verzoende Lodewijk zich met Bertrada en hij verloofde zich met Lucienne de Rochefort, een verwante van Bertrada. In 1107 verbrak Lodewijk de verloving, met een te nauwe bloedverwantschap als excuus. In 1106 accepteerde Lodewijk dat Hendrik I van Engeland Normandië veroverde, waardoor Engeland en Normandië weer een verenigd rijk werden.

## Koning
Filips overleed op 29 juli 1108. Lodewijk was formeel zijn erfgenaam maar zijn positie werd bedreigd door zijn stiefbroers.

### Kroning
Lodewijk werd op 3 augustus 1108 in grote haast te Orléans tot koning gekroond. De kroning kon niet in Reims (de gebruikelijke plaats voor de kroning van Franse koningen) plaatsvinden omdat die stad door een conflict over de bisschopsfunctie onder een interdict viel. Bovendien werd de stad gecontroleerd door Lodewijks halfbroer Filips en diens bondgenoot Theobald IV van Blois. Er waren nauwelijks grote vazallen of kerkvorsten aanwezig bij de kroning.
De geldigheid van de kroning werd tevergeefs aangevochten door zijn halfbroers. Betrada besloot daarna om zich terug te trekken in een klooster. Guy van Rochefort kwam echter in opstand. Lodewijk veroverde zijn kasteel in Gournay-sur-Marne. Guy stierf en zijn partij werd nu aangevoerd door Hugo van Crécy, die zich weer verbond met Hugo van le Puiset. Omdat Hugo van le Puiset de fout maakte om de gebieden rond Chartres te plunderen, koos Theobald van Blois de kant van Lodewijk. Met de steun van Theobald kon Lodewijk zich handhaven, maar het gebied dat hij daadwerkelijk onder controle had was niet groter dan de regio rond Parijs, Orléans en Senlis. De rest van Frankrijk werd geregeerd door edelen die feitelijk onafhankelijk waren.

### Binnenlandse strijd
Lodewijk was bijna 30 jaar koning en al die tijd was hij verwikkeld in conflicten met Normandië (en dus ook met Engeland) en lokale opstandige edelen en roofridders binnen zijn eigen domeinen. Vlaanderen en Vermandois waren meestal zijn bondgenoot, Blois en Anjou wisselden regelmatig van kant.
In 1109 veroverde Lodewijk La Roche-Guyon, op de grens van Normandië. Zijn poging om in 1110 het sterke Normandische kasteel van Gisors te veroveren, liep echter uit op een nederlaag. Dit leidde tot enkele jaren van schermutselingen.
Lodewijk veroverde het jaar daarop (1111) samen met Theobald IV van Blois Le Puiset en nam Hugo gevangen. Lodewijk bouwde in de omgeving een eigen kasteel, Toury. De Normandische edelman Robert I van Meulan brandschatte Parijs als vergelding voor plunderingen van zijn bezittingen door koninklijke troepen.
Toen in 1112 de graaf van Corbeil zonder directe erfgenaam overleed, verklaarde de koning dat het graafschap terug toeviel aan de kroon. Theobald van Blois maakte echter ook een aanspraak op het graafschap en koos nu de kant van de opstandelingen. Lodewijk liet in reactie hierop Hugo van le Puiset vrij, met de afspraak dat die zich tegen Theobald zou keren. Ondanks zijn beloften sloot deze zich direct bij de opstandelingen aan, waarop Lodewijk een bondgenootschap met Robrecht II van Jeruzalem sloot. Hugo van le Puiset veroverde het kasteel van Toury maar Lodewijk wist het weer te heroveren. Lodewijk en Rudolf I van Vermandois versloegen in een veldslag Hugo van le Puiset, Hugo van Crecy, Theobald van Blois en anderen. Later dat jaar versloeg en doodde Theobald van Blois Robrecht van Vlaanderen in een veldslag bij Meaux.
In 1113 sloot hij het eerste verdrag van Gisors met Hendrik I van Engeland. Lodewijk moest hierbij grote concessies doen. Ondertussen bleef Lodewijk evenwel de Normandische tegenstanders van Hendrik steunen. Ook sloot Lodewijk een bondgenootschap met Anjou.
Lodewijk wist het jaar daarop (1114) ten slotte Hugo van Crecy en zijn familie te onderwerpen. Hugo werd monnik en zijn familiebezit werd door Lodewijk verdeeld: Bray-sur-Seine werd aan Theobald van Blois gegeven. Zelf hield hij Montlhéry, Gometz en Châteaufort. Lodewijk stuurde troepen naar Amiens ter ondersteuning van de bisschop tegen Thomas I van Coucy. Toen Thomas ook nog de moordenaars van de bisschop van Laon onderdak bood, liet Lodewijk hem excommuniceren.
Lodewijk wist in 1115 Thomas te verslaan, maar kreeg tijdens de strijd een pijl in zijn borst.
Na de onderwerping van Thomas en het overlijden van diens vader in 1116, gaf Lodewijk het graafschap Amiens aan Adelheid van Vermandois. Dit zou tot een langdurige vete tussen Thomas en de familie van Vermandois leiden.
Lodewijk onderwierp in 1118 Hugo van le Puiset definitief en dwong hem om naar Palestina in ballingschap te gaan. Lodewijk steunde een opstand van Normandische edelen onder leiding van Willem Clito tegen Hendrik I van Engeland. Willem was een neef van Hendrik en eiste de titel van hertog van Normandië op, omdat Hendrik die titel in 1106 op zijn vader had veroverd. Lodewijk kon echter geen leger sturen door het verzet van Theobald van Blois, die Hendrik steunde. Hendrik wist de opstand grotendeels te onderdrukken.
Nadat hij in 1119 Theobald had onderworpen en trok hij met zijn leger naar Normandië. Hij veroverde Ivry, maar werd verslagen bij Breteuil. Boudewijn VII van Vlaanderen werd door Hendrik verslagen en gedood. Een nieuwe inval van Lodewijk in Normandië mislukte en hij kon alleen door te vluchten aan gevangenneming ontsnappen. Fulco V van Anjou koos de kant van Hendrik en Lodewijk moest de strijd opgeven.
Lodewijk intervenieerde in 1122 tegen de lokale graaf in Auvergne ten gunste van de bisschop. Het volgende jaar (1123) mislukte een nieuwe poging om Willem Clito aan de macht te brengen in Normandië.
In 1126 kwam het opnieuw tot een interventie in Auvergne, waarop de graaf steun vroeg aan de hertog van Aquitanië, die er juist voor koos om nu de koning te huldigen.
Lodewijk bestrafte in 1127 de moord op Karel de Goede door de betrokkenen van een toren in Brugge te laten werpen. Omdat Karel geen erfgenamen had, wees Lodewijk nu Willem Clito aan als graaf van Vlaanderen, maar die kreeg algauw met veel verzet te maken. Uiteindelijk werd Diederik van de Elzas als nieuwe graaf van Vlaanderen aangesteld. Tijdens Lodewijks afwezigheid kwam het tot een conflict tussen de koningin en de machtige kanselier Stephanus van Garlande, die steeds meer macht voor zichzelf en zijn familie trachtte te verwerven. Adelheid liet daarom de huizen van Stephanus en zijn partijgangers in Parijs verwoesten.
Het volgende jaar (1128) kreeg Stephanus steun van Theobald van Blois en Hendrik I van Engeland. Na een beleg van twee maanden veroverde Lodewijk samen met Roeland van Vermandois zijn kasteel bij Livry. Lodewijk werd evenwel door een pijl van een kruisboog in het been getroffen en Roeland verloor een oog, maar de macht van Stephanus was gebroken. Hij verzoende zich met Lodewijk en zou zelfs nog een keer kanselier worden.
In 1129 wees Lodewijk zijn oudste zoon, Filips, die zijn oogappel was, aan als opvolger en liet hem op 14 april tot medekoning benoemen. Het jaar daarop (1130) versloegen en doodden Lodewijk en Roeland van Vermandois Thomas van Marle, nadat die eerder Vermandois had aangevallen en een jongere broer van Roeland had gedood. Filips, Lodewijks medekoning en kroonprins, stierf op 13 oktober 1131 door een ongelukkige val van zijn paard. Lodewijk wees nu zijn zoon Lodewijk, die tot dan toe in de abdij van Saint-Denis was opgevoed, aan als opvolger, die door paus Innocentius II in Reims tot medekoning werd gezalfd en gekroond. In 1132 huldigde de graaf van Vlaanderen, Diederik van de Elzas, Lodewijk als zijn heer.
Lodewijk trok in 1137, tegen het advies van zijn adviseurs, die van mening zijn dat hij door zijn zwaarlijvigheid (zijn bijnaam is letterlijk bedoeld en werd al tijdens zijn leven gebruikt) en chronische buikklachten niet tot deze onderneming in staat was, op tegen de roofridders van Saint-Brisson-sur-Loire. Lodewijk werd getroffen door dysenterie en overleed.

### Buitenlandse politiek
Lodewijk trouwde op 28 maart 1115 met Adelheid van Maurienne, wat aangaf dat zijn ambities tot in het zuiden van Frankrijk reikten. In 1119 steunde hij de verkiezing van paus Calixtus II en kwam daarmee in conflict met keizer Hendrik V. In 1124 trok Hendrik V met een leger naar Frankrijk. Het lukte Lodewijk met de steun van Theobald van Blois en de hertog van Aquitanië om een groot leger op de been te brengen. De legers ontmoetten elkaar bij Metz en vanwege de onverwachte sterkte van het Franse leger besloot Hendrik om van strijd af te zien en zich terug te trekken.

### Bestuur
Lodewijk werd door alle tijdgenoten beschreven als een vriendelijke en vrolijke man. Hij was ook een krachtdadige koning en van groot belang voor de vestiging van de koninklijke macht in Frankrijk. Onder zijn bewind bloeiden de economie en de steden in de gebieden die onder zijn bewind stonden. Vanaf 1110 gaf hij steden stadsrechten. Bij zijn dood was Parijs de grootste stad van Frankrijk. Lodewijk stichtte daar de abdij van Saint-Victor, de priorij van Saint-Lazare en een vrouwenklooster op de Montmartre. Hij stelde een jaarmarkt in te Parijs en liet de oude Romeinse brug door een nieuwe stenen brug vervangen. Lodewijk rekruteerde zijn dienaren uit de lage adel en geestelijkheid om zo de macht van de grote adellijke families in te perken. Hij dwong zijn directe vazallen om zijn wetten te hanteren en geen eigen wetten te maken. Lodewijk stelde een koninklijke raad in.
In 1137 werd hij door de stervende hertog van Aquitanië belast met de taak om een goede echtgenoot voor zijn erfdochter Eleonora van Aquitanië te vinden. Lodewijk liet deze kans om de positie van de Franse kroon te versterken niet voorbijgaan en verloofde haar direct met zijn zoon en kroonprins Lodewijk VII van Frankrijk.

## Kinderen
Lodewijk en Adelheid kregen de volgende kinderen:
- Filips (1116-1131)
- Lodewijk VII (1120-1180)
- Hendrik (1121-1175), aartsbisschop van Reims
- Robert I van Dreux (ca. 1123-1188)
- Constance (ca.1124-1176), gehuwd met Eustaas IV van Boulogne, daarna met Raymond V van Toulouse
- Peter (1126 - 1183), heer van Courtenay
- Filips (1131-1161), bisschop van Parijs

Lodewijk had ook een dochter bij Marie de Breuillet: Isabelle (circa 1105 - vóór 1175), zij trouwde rond 1119 met Willem van Chaumont, vermoedelijk de zoon van Hugo I van Vermandois.

## Voorouders
| Voorouders van Lodewijk VI van Frankrijk | Voorouders van Lodewijk VI van Frankrijk                                  | Voorouders van Lodewijk VI van Frankrijk                                  | Voorouders van Lodewijk VI van Frankrijk                             | Voorouders van Lodewijk VI van Frankrijk                             | Voorouders van Lodewijk VI van Frankrijk                                  | Voorouders van Lodewijk VI van Frankrijk                                  | Voorouders van Lodewijk VI van Frankrijk                                    | Voorouders van Lodewijk VI van Frankrijk                                    |
| ---------------------------------------- | ------------------------------------------------------------------------- | ------------------------------------------------------------------------- | -------------------------------------------------------------------- | -------------------------------------------------------------------- | ------------------------------------------------------------------------- | ------------------------------------------------------------------------- | --------------------------------------------------------------------------- | --------------------------------------------------------------------------- |
| Overgrootouders                          | Robert II van Frankrijk (972-1031) ∞ 1003 Constance van Arles (1086-1034) | Robert II van Frankrijk (972-1031) ∞ 1003 Constance van Arles (1086-1034) | Jaroslav de Wijze (978-1054) ∞ 1019 Ingegred van Zweden (1033-1113)  | Jaroslav de Wijze (978-1054) ∞ 1019 Ingegred van Zweden (1033-1113)  | Dirk III van Holland (982–1039) ∞ Othelhilde (985-1044)                   | Dirk III van Holland (982–1039) ∞ Othelhilde (985-1044)                   | Bernhard II van Saksen (990-1056) ∞ 1020 Eilika van Schweinfurt (1005–1059) | Bernhard II van Saksen (990-1056) ∞ 1020 Eilika van Schweinfurt (1005–1059) |
| Grootouders                              | Hendrik I van Frankrijk (1008-1060) ∞ 1051 Anna van Kiev (1036-1078)      | Hendrik I van Frankrijk (1008-1060) ∞ 1051 Anna van Kiev (1036-1078)      | Hendrik I van Frankrijk (1008-1060) ∞ 1051 Anna van Kiev (1036-1078) | Hendrik I van Frankrijk (1008-1060) ∞ 1051 Anna van Kiev (1036-1078) | Floris I van Holland (1025-1061) ∞ 1050 Geertruida van Saksen (1033-1113) | Floris I van Holland (1025-1061) ∞ 1050 Geertruida van Saksen (1033-1113) | Floris I van Holland (1025-1061) ∞ 1050 Geertruida van Saksen (1033-1113)   | Floris I van Holland (1025-1061) ∞ 1050 Geertruida van Saksen (1033-1113)   |
| Ouders                                   | Filips I van Frankrijk (1052-1108) ∞ Bertha van Holland (1058-1094)       | Filips I van Frankrijk (1052-1108) ∞ Bertha van Holland (1058-1094)       | Filips I van Frankrijk (1052-1108) ∞ Bertha van Holland (1058-1094)  | Filips I van Frankrijk (1052-1108) ∞ Bertha van Holland (1058-1094)  | Filips I van Frankrijk (1052-1108) ∞ Bertha van Holland (1058-1094)       | Filips I van Frankrijk (1052-1108) ∞ Bertha van Holland (1058-1094)       | Filips I van Frankrijk (1052-1108) ∞ Bertha van Holland (1058-1094)         | Filips I van Frankrijk (1052-1108) ∞ Bertha van Holland (1058-1094)         |